# Одержимість (фільм, 1981)
«Одержимість» (англ. Possession) — культовий психологічний фільм жахів режисера Анджея Жулавського.
Повернувшись додому з тривалого відрядження, Марк виявив, що за час своєї відсутності став для дружини Анни зовсім чужою людиною. Він вирішує дізнатися причину і довідується, що Анна періодично кудись зникає. Поступово він затягує навколишніх людей у таємничі й незбагненні події, що стоять за його сімейною трагедією.

## Сюжет
Дія відбувається у Німеччині, в часи її розділення на ФРН і НДР. Шпигун Марк повертається додому в Західний Берлін із таємничої місії, про яку він не може розповісти дружині Анні. Вони виховують сина Боба, проте шлюб хиткий, Анна хоче розлучитися. Вона не пояснює чому саме, але наполягає, що не має коханця. Марк намагається з'ясувати причину від знайомих, однак не отримує відповідей. Він визнає свій шлюб помилкою, Анна тієї ж думки. Після сварки в ресторані Марк неохоче передає Анні квартиру та опіку над сином.
За якийсь час Марк відвідує квартиру, де знаходить Боба самого й неохайного. Коли Анна повертається, він заявляє, що жінка безвідповідально ставиться до сина, проте погоджується на будь-які умови, щоб знову жити разом. Уночі Анна раптово зникає, її подруги не знають, куди вона поділася.
Марку телефонує Генріх, коханець Анни, і повідомляє, що Анна з ним. Наступного дня Марк зустрічає вчительку Боба Гелен. На свій подив він бачить, що Гелен має такий же вигляд, як Анна, лише очі іншого кольору. Чоловік не розуміє причину поведінки Анни, він ненавидить її, коли не бачить, і відчуває пристрасть, коли Анна поруч. Марк відвідує Генріха та б'ється з ним, однак програє. Потім Анна повертається і Марк б'є вже її. Наступного ранку Анна ріже собі горло електричним ножем, а Марку ранить руку. Чоловік зупиняє кровотечу, але тепер вирішує, що за Анною потрібно таємно слідкувати.
Він наймає приватного детектива та дізнається від нього, що Анна відвідує квартиру в занедбаному будинку біля Берлінської стіни. Детектив оглядає квартиру, вдаючи інспектора, та виявляє у ванній кімнаті химерну істоту зі щупальцями. Анна вбиває його розбитою пляшкою. Колега детектива Ціммерман цікавиться зникненням і вмовляє Марка розповісти адресу другої квартири Анни. Далі він сам вирушає в квартиру, де знаходить химеру та труп. Анна б'є Ціммермана, відбирає в нього пістолет і застрелює.
Анна погоджується розповісти причину своєї поведінки. Як вона пояснює, в неї стався викидень, ускладнений сильною кровотечею. Генріх відвідує Анну в другій квартирі і виявляє в спальні схожу на людину істоту, а також розчленовані частини людських тіл у її холодильнику. Анна нападає на нього, та пораненому Генріху вдається втекти. Генріх телефонує Марку й просить забрати його. Марк приїжджає у квартиру Анни, де виявляє частини тіла; істота, однак, зникла. Втікши в паніці, Марк зустрічає Генріха в барі, та вбиває його в туалеті. Потім він підпалює квартиру Анни, перш ніж втекти на мотоциклі Генріха.
Удома він знаходить подругу Анни Марджі на межі смерті, коли вона виходить із ліфта, спливаючи кров'ю від ножових поранень. Марджі вмирає, він затягує тіло до квартири, де Анна зустрічає його, ніби нічого не сталося. Вони займаються сексом на кухні. Одержимий пристрастю Марк планує позбутися трупа Марджі вночі. Мати Генріха підозрює, що з її сином сталося щось погане, та натякає про це Марку. Згодом вона скоює самогубство. Тим часом Анна знову зникла, Марк розшукує її та виявляє як вона займається сексом із істотою, що стала ще більше нагадувати людину. Не вірячи своїм очам, чоловік тікає.
Наступного дня Марк блукає вулицею. Він зустрічає колег, які запитують, що сталося, але той ухиляється від відповіді. Марк повертається до квартири Марджі, щоб знайти її в оточенні поліції та його колишніх роботодавців. Оскільки він головний підозрюваний, Марк тікає на мотоциклі, врізається в будівлю та ховається всередині. Його переслідують Анна, поліція та ділові партнери. Анна демонструє Марку істоту, яка тепер стала його двійником. Марк піднімає свій пістолет, щоб вистрілити, але обоє потрапляють під вогонь поліцейських. Закривавлена Анна застрелюється з його пістолета. Марк стрибає зі сходів і розбивається. Двійник тікає через дах.
Пізніше Гелен приходить до Боба, коли в двері хтось дзвонить. Там виявляється двійник Марка. Боб благає Гелен не відчиняти двері, а потім топиться у ванні. Ззовні лунають звуки сирен, літаків і вибухів.

## У ролях
- Ізабель Аджані — Анна / Гелен
- Сем Нілл — Марк
- Маргіт Карстенсен — Марджі Глюкмайстер
- Гайнц Беннент — Генріх
- Йоганна Гофер — мати Генріха
- Карл Дюрінг — детектив
- Шон Лоутон — Ціммерман
- Майкл Гогбен — Боб
- Максиміліан Рютляйн — чоловік з рожевими шкарпетками
- Томас Фрей — його помічник
- Леслі Малтон — Сара
- Герд Нойберт — волоцюга в метро

## Символізм
Критики звертали увагу на мотив двійника протягом усього фільму. Марка та Анна знаходять ідеальні копії одне одного. З безформної маси плоті виникає двійник Марка, невтомний коханець, який завжди поруч з Анною. Своєю чергою справжній Марк знаходить копію Анни в особі лагідної шкільної вчительки Гелен, готової безкорисливо опікуватися його сином. Багато критиків визнали істоту зі щупальцями відображенням психозу Анни; тобто, істоти не було насправді. Істота втілює коханця та, можливо, слугує помстою режисера, травмованого власним розлученням з дружиною.
Вибір місцем дії Берліну не випадковий. У ті часи місто поділялося на Західну та Східну частини, відокремлені Берлінською стіною. Стіна фігурує в фільмі та слугує символом роз'єднання того, що колись було цілісним.

## Нагороди й номінації
| Year | Award / Festival                      | Category                    | Nominees         | Результат |
| ---- | ------------------------------------- | --------------------------- | ---------------- | --------- |
| 1981 | São Paulo International Film Festival | Film Critics Prize          | Анджей Жулавські | Перемога  |
| 1981 | Cannes Film Festival                  | Найкраща акторка            | Ізабель Аджані   | Перемога  |
| 1981 | Cannes Film Festival                  | Palme d'Or                  | Possession       | Номінація |
| 1982 | Cesar Awards                          | Найкраща акторка            | Ізабель Аджані   | Перемога  |
| 1983 | Fantasporto                           | Special Audience Jury Prize | Анджей Жулавські | Перемога  |
| 1983 | Fantasporto                           | Найкраща акторка            | Ізабель Аджані   | Перемога  |

## Прем'єри
Фестивалі
 Франція — Каннський кінофестиваль (25 травня 1981)
 Канада — Міжнародний кінофестиваль в Монреалі (серпень 1981)
 Швеція — Гетеборзький кінофестиваль (29 січня 1982)
 Італія — Festival Internazionale del film di fantascienza (16 квітня 1982)
 Португалія — Міжнародний кінофестиваль Фантаспорто в Португалії (лютий 1983)
 Франція — Фестиваль Летрандж (18 серпня 1993)
 Нідерланди — Амстердамський фестиваль фантастичних фільмів (11 квітня 2013)
 Польща — Фестиваль кіно і мистецтва «Два береги» (2 серпня 2016)
 Франція — Фестиваль Летрандж (11 вересня 2016, реставрована версія)
 Польща — Кінофестиваль в Гдині (21 вересня 2016)
 Литва — Кінофестиваль «Сканорама» у Вільнюсі (3 листопада 2016)
 США — Фестиваль фантастичного кіно (25 вересня 2021)
 США — Кінофестиваль «Beyond Fest» (8 жовтня 2021)
 Канада — Міжнародний кінофестиваль в Монреалі (15 жовтня 2021, реставрована версія)
 КНР — Beijing International Film Festival (20 квітня 2024)
Театральний прокат
 Франція (27 травня 1981)
 Італія (липень 1981)
 Нідерланди (10 вересня 1981)
 Мексика (28 листопада 1981)
 Бразилія (25 грудня 1981)
 Велика Британія (24 червня 1982)
 США (28 жовтня 1983)
 ПАР (28 жовтня 1983)
 Аргентина (17 листопада 1983)
 Японія (17 вересня 1988)
 Греція (20 лютого 2004)
 Франція (14 липня 2021)
 США (15 жовтня 2021)
Обмежений прокат
 Іспанія (19 вересня 1981)
 США (13 жовтня 1983)
 США (1 жовтня 2021)
 Польща (7 листопада 2023)
DVD/Blu-Ray
 Швеція (15 квітня 1997)
 Угорщина (3 грудня 1997)
 Німеччина (6 листопада 2009)
 ОАЕ (25 жовтня 2010)
 Нідерланди (8 лютого 2012)
 Велика Британія (29 липня 2013)
 Австралія (15 червня 2014)
 Франція (15 січня 2021)
 Ізраїль (20 лютого 2021)
 Єгипет (11 червня 2021)
 Австралія (4 жовтня 2021, перевидання)
 Сінгапур (7 січня 2022)

## Касові збори
Одержимість Possession зібрала в США $1.1 мільйонів.

## Вплив
Музичний кліп на пісню Massive Attack «Voodoo in My Blood» (2016) віддає шану та відтворює культову сцену в метро — Розамунд Пайк, яка одягнена у сукні починає шалено та дико танцювати в підземному переході.
Режисер Рінган Ледвідж підтвердив вплив фільму на кліп, а також назвав себе «великим шанувальником» «Одержимості».